# Municipio de Dyer (condado de Crawford)
El municipio de Dyer (en inglés: Dyer Township) es un municipio ubicado en el condado de Crawford en el estado estadounidense de Arkansas. En el año 2010 tenía una población de 2002 habitantes y una densidad poblacional de 51,13 personas por km².

## Geografía
El municipio de Dyer se encuentra ubicado en las coordenadas 35°29′30″N 94°8′55″O / 35.49167, -94.14861. Según la Oficina del Censo de los Estados Unidos, el municipio tiene una superficie total de 39.16 km², de la cual 37,87 km² corresponden a tierra firme y (3,28 %) 1,28 km² es agua.

## Demografía
Según el censo de 2010, había 2002 personas residiendo en el municipio de Dyer. La densidad de población era de 51,13 hab./km². De los 2002 habitantes, el municipio de Dyer estaba compuesto por el 94,31 % blancos, el 0,65 % eran afroamericanos, el 1,15 % eran amerindios, el 0,15 % eran asiáticos, el 2,1 % eran de otras razas y el 1,65 % eran de una mezcla de razas. Del total de la población el 4,9 % eran hispanos o latinos de cualquier raza.